# Коп, Аугуст
Аугуст Йоханнес Коп (нидерл. August Johannes Kop; 5 мая 1904, Пюрмеренд, Северная Голландия — 30 апреля 1945, Пеканбару) — нидерландский хоккеист на траве, полевой игрок. Серебряный призёр летних Олимпийских игр 1928 года.

## Биография
Аугуст Коп родился 5 мая 1904 года в нидерландской общине Пюрмеренд.
Играл в хоккей на траве за «Блумендал».
В 1928 году вошёл в состав сборной Нидерландов по хоккею на траве на летних Олимпийских играх в Амстердаме и завоевал серебряную медаль. Играл в поле, провёл 4 матча, мячей не забивал.
Умер 30 апреля 1945 года в городе Пеканбару в оккупированной японцами Индонезии, где он вместе с другими военнопленными строил железную дорогу.